# 伊賀駒吉郎
伊賀 駒吉郎（いが こまきちろう、1869年7月23日〈明治2年〉 - 1946年〈昭和21年〉3月3日）は、日本の思想家・教育者・心理学者・宗教学者。関西教育界の第一人者。特に、女子教育で定評があった。大阪府立島之内高等女学校（現・大阪府立夕陽丘高等学校）初代校長。当時、菊池寛・三土忠造とともに、香川県出身の代表的な三人として並べられることもあった。甲陽学院中学校・高等学校創立者。妙法蓮華経(法華経)、日蓮仏法の哲理を教育に展開した。第12回（1899年）文部省師範学校中学校高等女学校教員検定試験教育科合格者。

## 人物・思想
日蓮の御義口伝に由来する、「桜梅桃李一時之春」という句を愛誦し、これを教育精神としていた。実際に、1917年創立の甲陽学院中学校・高等学校は、この「桜梅桃李」の精神を建学の精神とし、学級名も桜、梅、桃、李とした。また、「明朗にして溌剌無邪気の青年を育てたい」と著書に表しており、「明朗溌剌無邪気」は甲陽学院の教育理念となっている。
当時、難関であった文部省師範学校中学校高等女学校教員検定試験に合格しており、受験というものにも精通していた。

## 著作
- 『解説心理学』（同文館、1900年刊）
- 『心理学教科書』（同文館、1900年刊）
- 『教育学要義』（同文館、1900年刊）
- 『感情教育論』（宝文館、1902年刊）
- 『最近小学教授法』（宝文館、1903年刊）
- 『心理学原論』（宝文館、1905年刊）
- 『心理学要義』（宝文館、1906年刊）
- 『女性大観』（東京堂、1907年刊）
- 『東洋4000年史』（寶文館、1907年刊）
- 『新心理学講話』（宝文館、1909年刊）
- 『日本教育学』（開成館、1910年刊）
- 『人生の幸福』（大倉書店、1912年刊）
- 『最新心理学講義』（修文館、1913年刊）
- 『三都比較大阪研究』（宝文館、1915年刊）
- 『文学寳典』（東洋大学出版部、1916年1月1日刊）
- 『女子教育の革新』（大鐙閣、1917年1月1日刊）
- 『心理学新論』（東洋大学出版部、1925年1月1日刊）
- 『宗教大観』（樟蔭女子専門學校出版部、1935年刊）
- 『回顧七十有五年』（樟蔭女子専門學校出版部、1943年2月刊）